# Danh sách phim Việt Nam được gửi tranh Giải Oscar cho phim quốc tế hay nhất

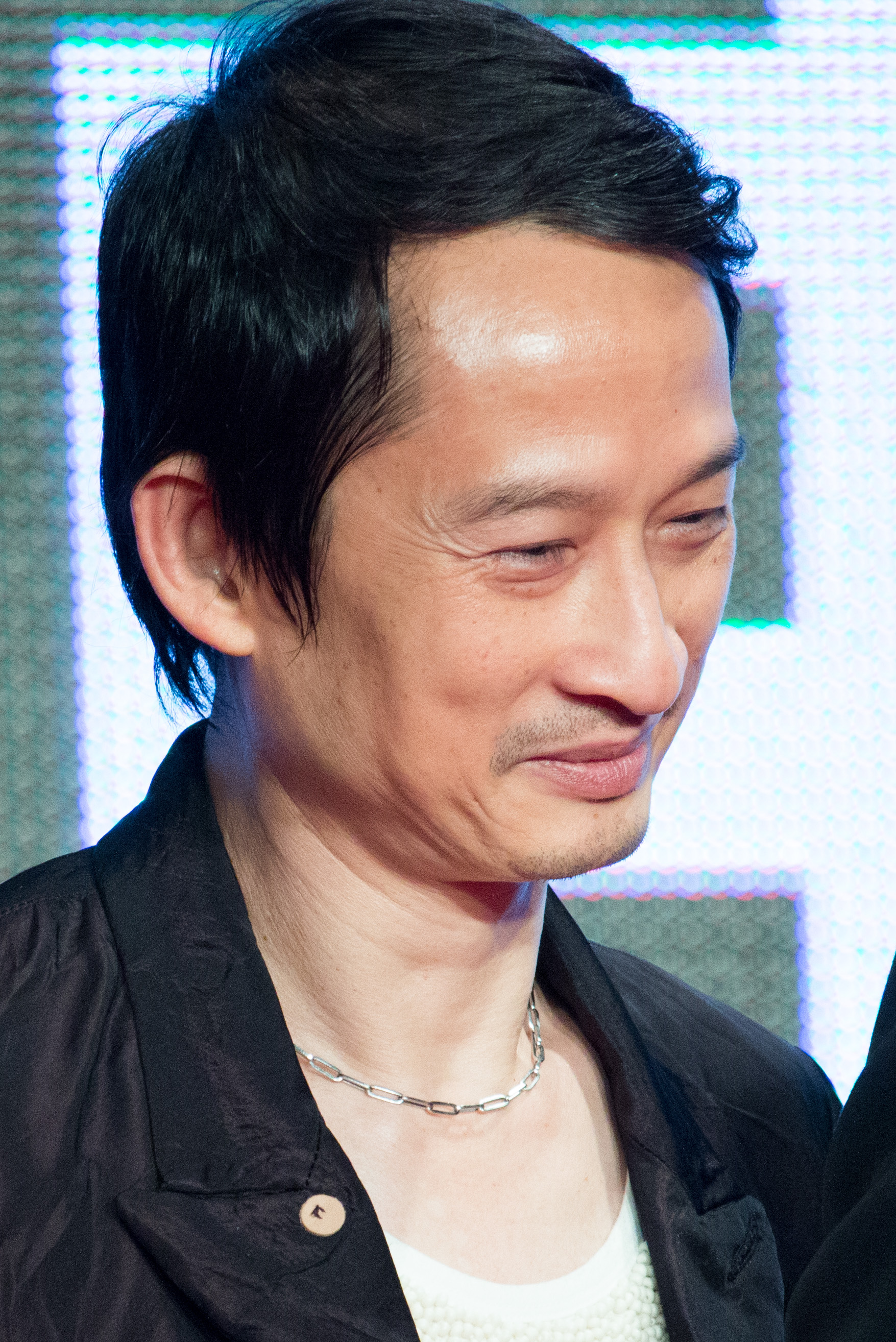
Phim của đạo diễn Trần Anh Hùng đã hai lần đại diện Việt Nam tranh cử ở hạng mục này, trong đó có Mùi đu đủ xanh (1993) – phim điện ảnh Việt Nam duy nhất cho đến nay lọt vào danh sách đề cử chính thức.

Việt Nam đã bắt đầu gửi phim điện ảnh tham gia tranh cử Giải Oscar cho hạng mục Phim quốc tế hay nhất từ năm 1993. Hạng mục này trước đây có tên là Giải Oscar cho Phim nói tiếng nước ngoài hay nhất, do Viện Hàn lâm Khoa học và Nghệ thuật Điện ảnh Hoa Kỳ (AMPAS) trao tặng hàng năm cho một phim điện ảnh dài được sản xuất bên ngoài Hoa Kỳ với ngôn ngữ được sử dụng chủ yếu trong phim không phải tiếng Anh. Từ năm 1947 - 1955, các phim nói tiếng nước ngoài thường được nhận giải thưởng Oscar danh dự. Hạng mục giải Oscar cho phim quốc tế hay nhất bắt đầu được trao tặng kể từ Giải Oscar lần thứ 29 vào năm 1956 – hay còn được gọi là Giải Phim nói tiếng nước ngoài hay nhất – đã được giới thiệu để vinh danh những phim điện ảnh không nói tiếng Anh. Hạng mục này cũng chính thức được trao giải hàng năm kể từ lễ trao giải năm 1956.
Tác phẩm Mùi đu đủ xanh (1993) của Trần Anh Hùng là phim điện ảnh đầu tiên của Việt Nam được gửi tranh giải ở hạng mục này vào năm 1993. Mặc dù bộ phim được đầu tư kinh phí và sản xuất tại Pháp nhưng Trần Anh Hùng đã xin phép để tác phẩm đại diện cho Việt Nam do bộ phim chủ yếu sử dụng tiếng Việt và các nhân vật do các diễn viên Việt Nam thể hiện. Đây là phim điện ảnh Việt Nam duy nhất giành được đề cử và là cũng là đề cử đầu tiên của một quốc gia Đông Nam Á ở hạng mục này. Mùi đu đủ xanh và ba tác phẩm dự thi tiếp theo – Bụi hồng (1996) của Hồ Quang Minh, Ba mùa (1999) của Tony Bùi và Mùa hè chiều thẳng đứng (2000) của Trần Anh Hùng – đều do các đạo diễn Việt kiều chỉ đạo và lựa chọn không thông qua bất kỳ hội đồng hỗ trợ nào mà xuất phát từ mối quan hệ giữa đạo diễn với các đối tác nước ngoài. Trong cả bốn phim thì chỉ Bụi hồng được tài trợ trong nước. Tháng 9 năm 2003, Bộ Văn hóa và Thông tin Việt Nam quyết định gửi Vua bãi rác của Đỗ Minh Tuấn, một bộ phim hoàn toàn do Việt Nam sản xuất, tham gia tranh giải ở hạng mục này. Tuy nhiên, tác phẩm không được đưa vào danh sách phim nước ngoài gửi tranh cử cuối cùng được AMPAS công bố vào tháng 10.
Việt Nam chính thức nhận được lời mời tham gia hạng mục này từ AMPAS vào năm 2006, trong đó yêu cầu được đưa ra là phim điện ảnh gửi tranh vòng sơ loại phải được phát hành thương mại ít nhất 7 ngày liên tục tại rạp chiếu phim ở quốc gia tương ứng trong khoảng thời gian thỏa mãn điều kiện tranh giải. Mùa len trâu được Bộ Văn hóa và Thông tin lựa chọn đầu tiên theo lời mời. Bộ này sau đó đã được sáp nhập vào Bộ Văn hóa, Thể thao và Du lịch Việt Nam vào năm 2007, và kể từ đó trở thành đơn vị đảm nhiệm việc quyết định các phim điện ảnh được đệ trình hàng năm. Tính đến năm 2024, Đào, phở và piano đã trở thành bộ phim thứ 19 và mới nhất đại diện cho Việt Nam được gửi tranh giải.

## Phim gửi tranh giải

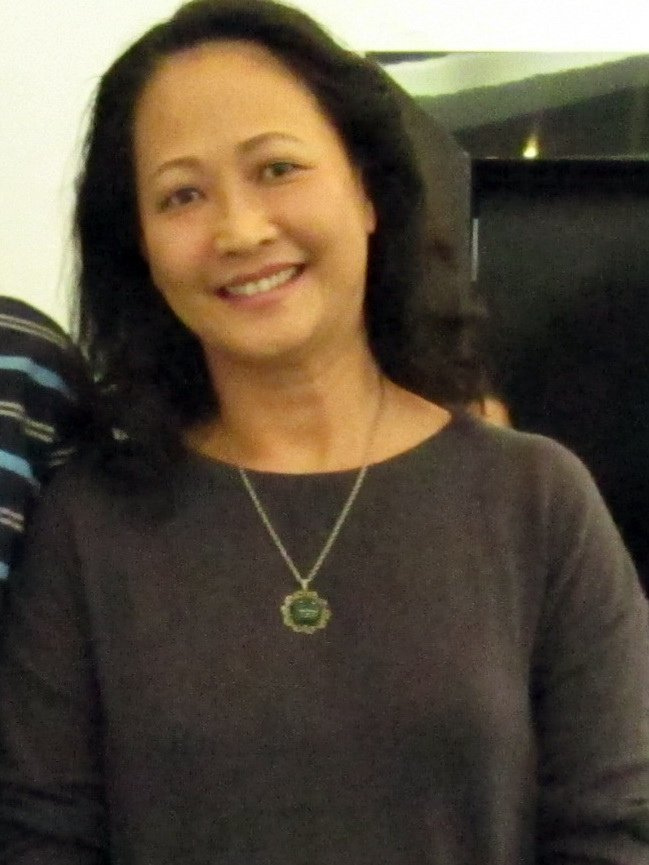
Ba phim điện ảnh với sự tham gia diễn xuất của NSND Như Quỳnh đã được gửi tranh giải, bao gồm Mùa hè chiều thẳng đứng, Chuyện của Pao và Áo lụa Hà Đông.

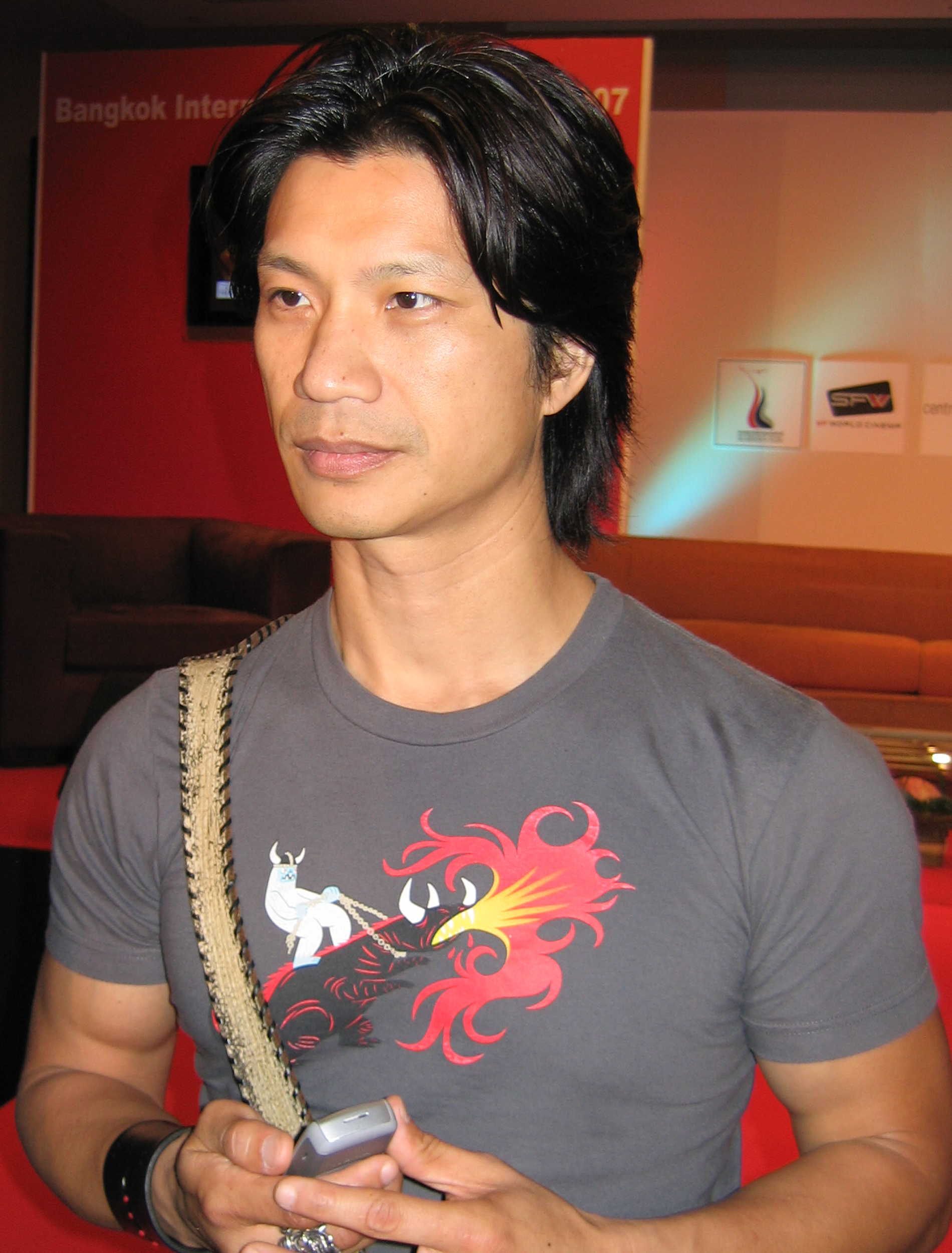
Dustin Nguyễn, đạo diễn và diễn viên cho bộ phim Trúng số, được gửi đi vào năm 2015.

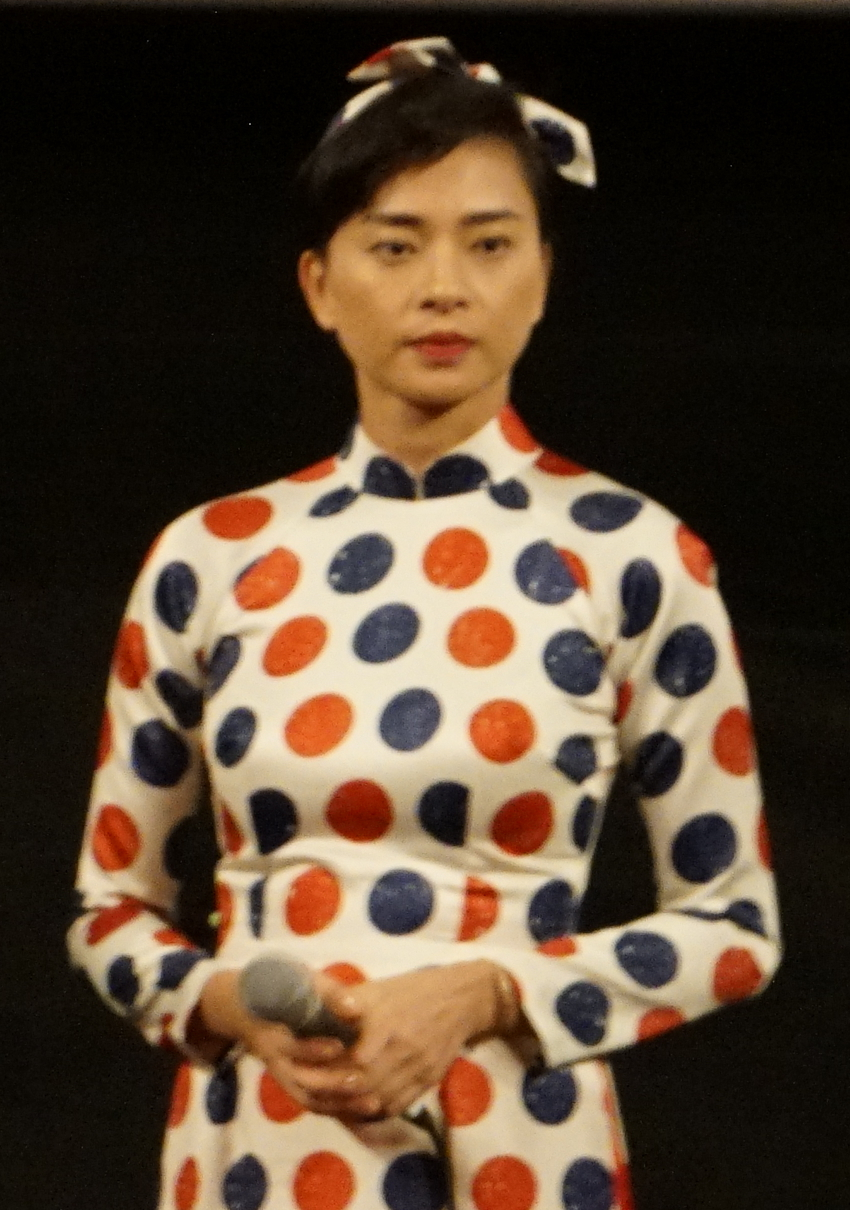
Ngô Thanh Vân là nhà sản xuất của Cô Ba Sài Gòn và Hai Phượng, hai phim điện ảnh được gửi tranh giải lần lượt vào năm 2018 và 2019.

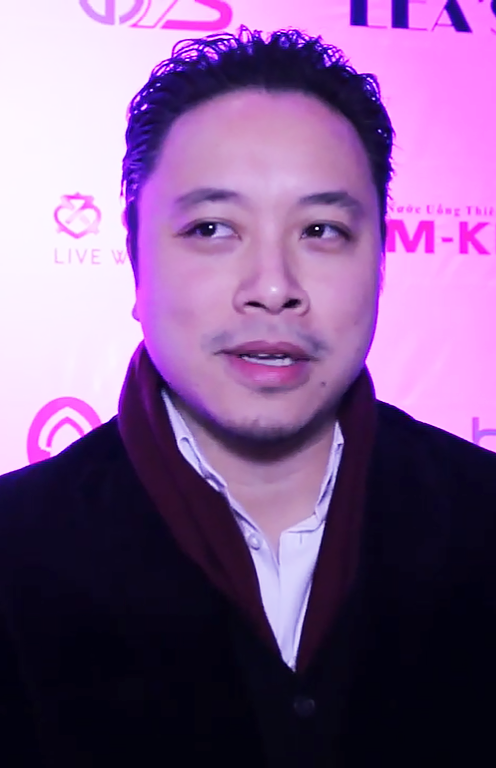
Đạo diễn Victor Vũ có hai phim điện ảnh được gửi đi tranh giải là Tôi thấy hoa vàng trên cỏ xanh và Mắt biếc – lần lượt vào năm 2016 và 2020. Cả hai tác phẩm đều là phim chuyển thể từ truyện ngắn của nhà văn Nguyễn Nhật Ánh.

Viện Hàn lâm Khoa học và Nghệ thuật Điện ảnh đã mời ngành công nghiệp điện ảnh của nhiều quốc gia gửi phim hay nhất của họ cho Giải Oscar cho Phim nói tiếng nước ngoài hay nhất kể từ năm 1956, trong khi đó Hội đồng Giải thưởng Phim nói tiếng nước ngoài sẽ giám sát quá trình và xem hết tất cả các phim điện ảnh đã nộp. Hội đồng bỏ phiếu thông qua cơ chế bỏ phiếu kín để xác định năm tác phẩm được đề cử chính thức cho hạng mục.
Các phim điện ảnh được Việt Nam gửi dự thi đều do Bộ Văn hóa, Thể thao và Du lịch Việt Nam – trước đây là Bộ Văn hóa và Thông tin – lựa chọn từ năm 2006. Bộ Văn hóa, Thể thao và Du lịch chỉ định một hội đồng để chọn một phim điện ảnh trong số các phim phát hành năm đó để đại diện Việt Nam tham dự vòng sơ loại của hạng mục này vào vào năm kế đó. Hội đồng làm việc theo nguyên tắc thảo luận công khai và bỏ phiếu kín – phim được lựa chọn phải đạt điểm cao nhất theo thang điểm 10 và điểm trung bình trên 9 điểm. Các bộ phim được chọn, cùng với phụ đề tiếng Anh, sẽ được gửi đến AMPAS, tại đây các tác phẩm sẽ được trình chiếu cho ban giám khảo.
Năm 2008, Rừng đen là phim điện ảnh duy nhất được gửi tới Bộ Văn hóa, Thể thao và Du lịch để tham gia xét duyệt, nhưng tác phẩm bị coi là không đủ điều kiện vì chưa được khởi chiếu thương mại tại các rạp theo yêu cầu của AMPAS. Tương tự, Bộ Văn hóa, Thể thao và Du lịch đã quyết định không gửi phim vào năm 2013 khi bộ phim duy nhất tham gia xét duyệt là Thiên mệnh anh hùng không kịp ra mắt. Việt Nam cũng chọn không tham gia hạng mục này vào năm 2010 vì các phim tham gia xét duyệt không đạt yêu cầu; trong khi vào năm 2014, đơn vị không nhận được bất kỳ lời mời nào từ AMPAS – lần đầu tiên kể từ năm 2006.
Từ năm năm 2015 trở về hiện nay, các bộ phim được Việt Nam cử đi tranh giải đều mang yếu tố thị trường, nghệ thuật và đạt doanh thu cao tại Việt Nam. Tuy nhiên, khi các bộ phim tham gia tranh cử Oscar, đều bị đánh giá kịch bản lỗi, không có yếu tố mới lạ và làm phim thiếu ấn tượng. Đây là lý do dẫn đến việc hầu hết các bộ phim đều không được đề cử tại giải Oscar trừ Mùi đu đủ xanh. Từ Khát vọng Thăng Long, Cô Ba Sài Gòn, Hai Phượng, Mắt biếc, Bố già và mới nhất là 578: Phát đạn của kẻ điên đều nhận về chỉ trích khi được cử đi tham gia tranh giải.
| Năm           | Tựa tiếng Việt                 | Tựa tiếng Anh                     | Đạo diễn                | Kết quả          | Nguồn                |
| ------------- | ------------------------------ | --------------------------------- | ----------------------- | ---------------- | -------------------- |
| 1993 (Lần 66) | Mùi đu đủ xanh                 | The Scent of Green Papaya         | Trần Anh Hùng           | Được đề cử       | [ 4 ] [ 33 ]         |
| 1996 (Lần 69) | Bụi hồng                       | Gone, Gone Forever Gone           | Hồ Quang Minh           | Không được đề cử | [ 34 ] [ 35 ]        |
| 1999 (Lần 72) | Ba mùa                         | Three Seasons                     | Tony Bùi                | Không được đề cử | [ 36 ] [ 37 ]        |
| 2000 (Lần 73) | Mùa hè chiều thẳng đứng        | Vertical Ray of the Sun           | Trần Anh Hùng           | Không được đề cử | [ 38 ] [ 39 ]        |
| 2003 (Lần 76) | Vua bãi rác                    | Foul King                         | Đỗ Minh Tuấn            | Không được đề cử | [ 5 ] [ 11 ]         |
| 2005 (Lần 78) | Mùa len trâu                   | The Buffalo Boy                   | Nguyễn Võ Nghiêm Minh   | Không được đề cử | [ 15 ] [ 44 ] [ 45 ] |
| 2006 (Lần 79) | Chuyện của Pao                 | Story of Pao                      | Ngô Quang Hải           | Không được đề cử | [ 47 ] [ 48 ]        |
| 2007 (Lần 80) | Áo lụa Hà Đông                 | The White Silk Dress              | Lưu Huỳnh               | Không được đề cử | [ 49 ] [ 50 ] [ 51 ] |
| 2009 (Lần 82) | Đừng đốt                       | Don't Burn                        | Đặng Nhật Minh          | Không được đề cử | [ 53 ] [ 54 ] [ 55 ] |
| 2011 (Lần 84) | Khát vọng Thăng Long           | The Prince and the Pagoda Boy     | Lưu Trọng Ninh          | Không được đề cử | [ 56 ] [ 57 ] [ 58 ] |
| 2012 (Lần 85) | Mùi cỏ cháy                    | The Scent of Burning Grass        | Nguyễn Hữu Mười         | Không được đề cử | [ 60 ] [ 61 ] [ 62 ] |
| 2015 (Lần 88) | Trúng số                       | Jackpot                           | Dustin Nguyễn           | Không được đề cử | [ 64 ] [ 65 ] [ 66 ] |
| 2016 (Lần 89) | Tôi thấy hoa vàng trên cỏ xanh | Yellow Flowers on the Green Grass | Victor Vũ               | Không được đề cử | [ 68 ] [ 69 ] [ 70 ] |
| 2017 (Lần 90) | Cha cõng con                   | Father and Son                    | Lương Đình Dũng         | Không được đề cử | [ 72 ] [ 73 ] [ 74 ] |
| 2018 (Lần 91) | Cô Ba Sài Gòn                  | The Tailor                        | Trần Bửu Lộc Kay Nguyễn | Không được đề cử | [ 75 ] [ 76 ] [ 77 ] |
| 2019 (Lần 92) | Hai Phượng                     | Furie                             | Lê Văn Kiệt             | Không được đề cử | [ 79 ] [ 80 ] [ 81 ] |
| 2020 (Lần 93) | Mắt biếc                       | Dreamy Eyes                       | Victor Vũ               | Không được đề cử | [ 82 ] [ 83 ] [ 84 ] |
| 2021 (Lần 94) | Bố già                         | Daddy, I'm Sorry                  | Trấn Thành Vũ Ngọc Đãng | Không được đề cử | [ 85 ] [ 86 ]        |
| 2022 (Lần 95) | 578: Phát đạn của kẻ điên      | 578 Magnum                        | Lương Đình Dũng         | Không được đề cử | [ 88 ] [ 89 ]        |
| 2023 (Lần 96) | Tro tàn rực rỡ                 | Glorious Ashes                    | Bùi Thạc Chuyên         | Không được đề cử | [ 90 ]               |
| 2024 (Lần 97) | Đào, phở và piano              | Peach Blossom, Pho and Piano      | Phi Tiến Sơn            | Không được đề cử | [ 92 ]               |